# Michael Bennet

Michael Farrand Bennet (Nueva Delhi, India, 28 de noviembre de 1964) es un político estadounidense. Actualmente representada al estado de Colorado en el Senado de ese país. Está afiliado al Partido Demócrata. Fue elegido por primera vez en las elecciones de 2010 y reelegido en las de 2016.